# Uniwersytet w Queensland
Uniwersytet w Queensland, University of Queensland – australijska uczelnia publiczna w stanie Queensland, założona w 1909 roku.
Posiada siedem kampusów, z których główny znajduje się w Brisbane. Zatrudnia około 5 tysięcy pracowników naukowych, którzy kształcą 51 tysięcy studentów. Według Academic Ranking of World Universities 2019 jest drugą najlepszą uczelnią w Australii i 54 na świecie.

## Wydziały
Uczelnia ma sześć wydziałów:
- Wydział Biznesu, Ekonomii i Prawa
- Wydział Inżynierii, Architektury i Technologii Informacyjnych
- Wydział Medycyny
- Wydział Nauk Społecznych i Psychologicznych
- Wydział Nauk Ścisłych
- Wydział Zdrowia i Nauk Behawioralnych.

## Znani absolwenci
- Bill Hayden, były gubernator generalny Australii
- Quentin Bryce, była gubernator generalna Australii
- Peter Doherty, laureat Nagrody Nobla w dziedzinie medycyny
- Geoffrey Rush, pierwszy australijski aktor nagrodzony Oscarem
- Natalie Cook, mistrzyni olimpijska w siatkówce plażowej
- David Theile, medalista olimpijski w pływaniu
- David Malouf, pisarz
- Thea Astley, pisarka

## Galeria

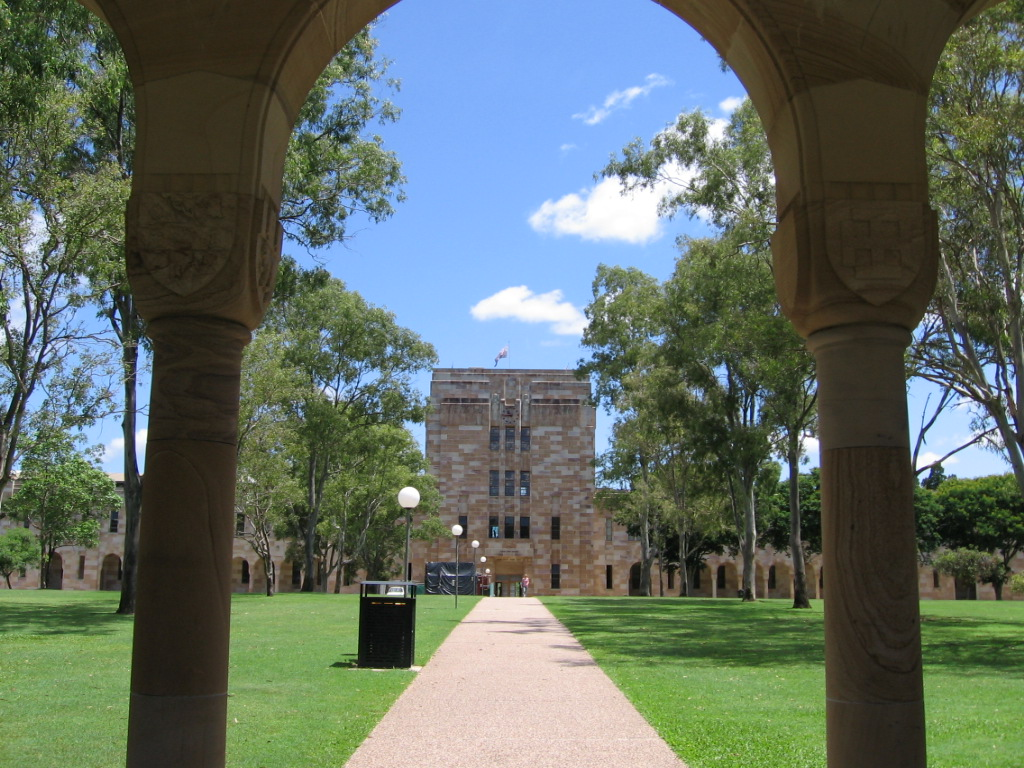
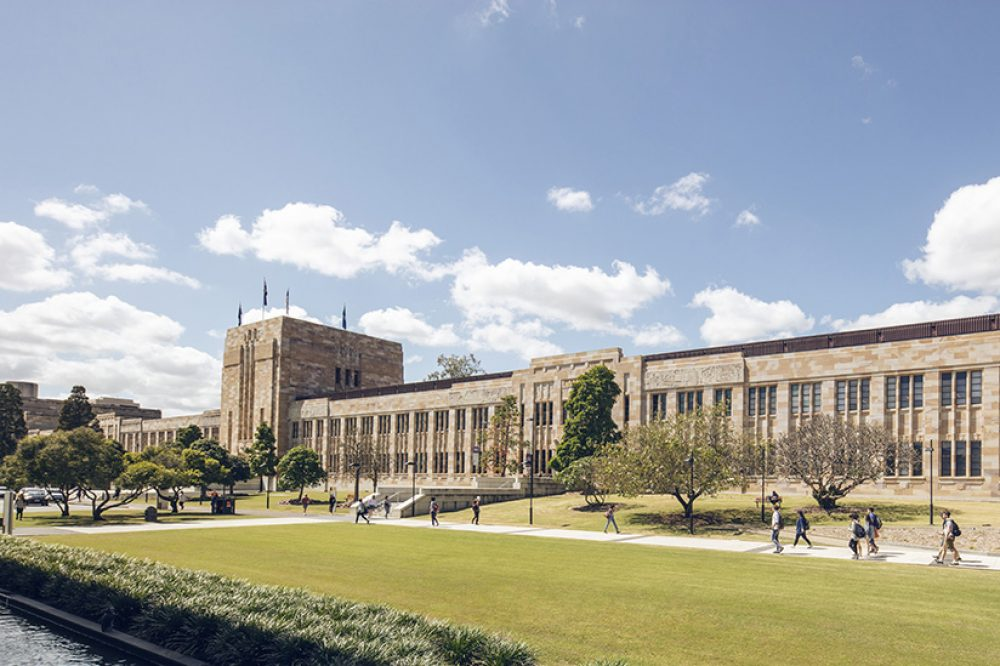
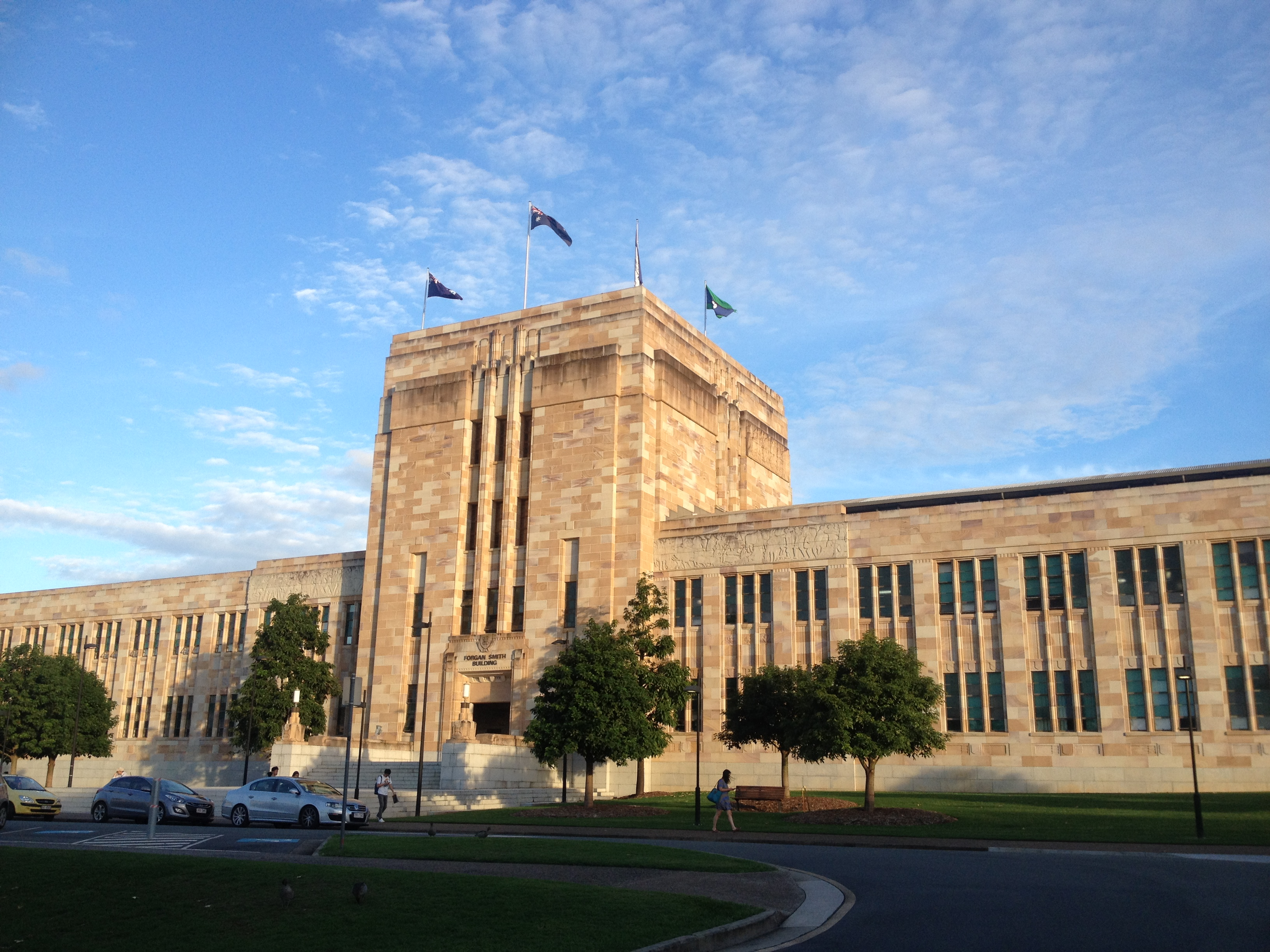